# Ситовидные трубки
Ситови́дные тру́бки, решётчатые трубки, ситовидные сосуды (лат. tuboli cribrosi) — элементы в телах высших растений, проводящие органические вещества. Развиты преимущественно в лубяной части сосудисто-волокнистого пучка. Главной их функцией является транспортировка углеводов — например, из листьев в плоды и корни. Были открыты и названы германским биологом и исследователем леса Теодором Гартигом в 1837 году.
Ситовидные трубки представляют однорядные тяжи вытянутых в длину клеток, толстые и различных цветов; их конечные стенки являются ситовидными пластинками, несущими ситовидные поля с многочисленными прободениями, которые изнутри выстланы каллозой. Простые пластинки обычно горизонтальные и содержат одно ситовидное поле (характерными примерами являются тыква и ясень), сложные же расположены под наклоном и имеют несколько ситовидных полей (к таким растениям относятся липа, виноград, пассифлора, рис). К каждому членику ситовидной трубки примыкает тяж узких сопровождающих клеток, которые физиологически связаны с ними. При их развитии тонопласты в клетках постепенно разрушаются, вызывая смешивание цитоплазмы с клеточным соком; происходит дегенерация органелл и ядра клетки. Ввиду значительного количества цитоплазмы не считаются «настоящими» клетками, они не имеют клеточного ядра, рибосом и вакуоли.
У большинства растений ситовидные трубки функционируют не более года, но встречаются и исключения: у винограда они существуют 2 года, у липы — в течение нескольких лет, тогда как у некоторых пальм — несколько десятков. В конце вегетационного периода ситовидные прободения полностью закупориваются каллозой, откладывающейся также на обеих сторонах ситовидной пластинки, вследствие чего образуются мозолистые тела. Более не функционирующие ситовидные трубки и окружающие клетки со временем деформируются и  облитерируются.

## Источник
- Ситовидные трубки — статья из Большой советской энциклопедии.